# Szombathelyi Haladás

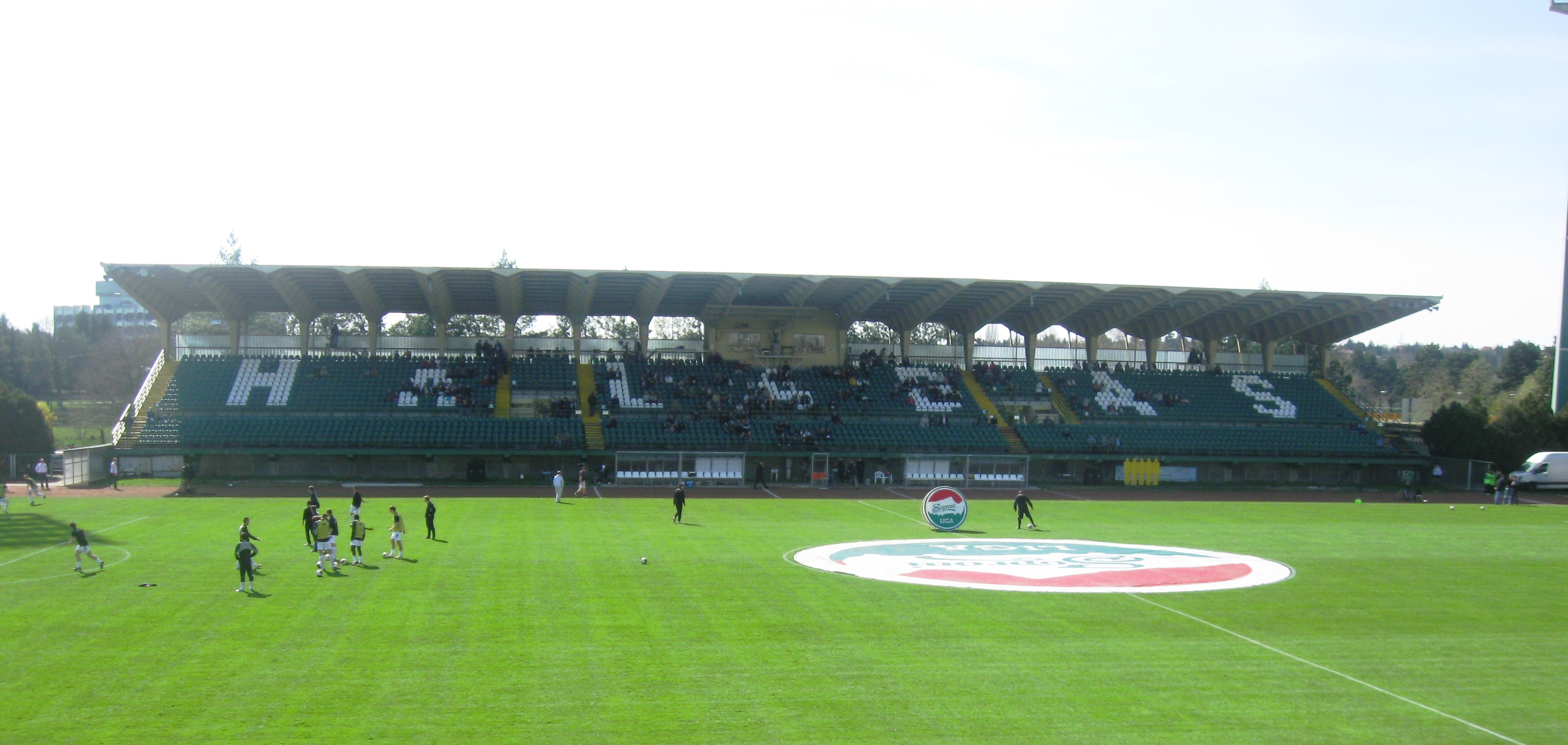
Rohonci úti stadion demolido en 2016.

El Szombathelyi Haladás es un club de fútbol húngaro de Szombathely y fundado en 1919. El equipo disputa sus partidos como local en el Haladás Sportkomplexum y juega en la NBII.

## Palmarés
- Nemzeti Bajnokság II (10): 1938–39, 1941–42, 1944–45, 1961–62, 1972–73, 1980–81, 1990–91, 1992–93, 1994–95, 2007–08

## Participación en competiciones de la UEFA
| Temporada | Torneo                | Ronda   | Club                | Casa | Visita | Global |
| --------- | --------------------- | ------- | ------------------- | ---- | ------ | ------ |
| 1975–76   | UEFA Cup Winners' Cup | 1       | Valletta            | 7–0  | 1–1    | 8–1    |
| 1975–76   | UEFA Cup Winners' Cup | 2       | Sturm Graz          | 1–1  | 0–2    | 1–3    |
| 1981–82   | Copa Mitropa          |         | Osijek              | 4–2  | 0–3    | 4–5    |
| 1981–82   | Copa Mitropa          |         | AC Milan            | 0–1  | 0–2    | 0–3    |
| 1981–82   | Copa Mitropa          |         | TJ Vítkovice        | 2–2  | 1–6    | 3–8    |
| 1988      | UEFA Intertoto Cup    | Grupo 5 | Young Boys          | 3–1  | 0–4    | 3–5    |
| 1988      | UEFA Intertoto Cup    | Grupo 5 | DAC Dunajská Streda | 0–0  | 0–3    | 0–3    |
| 1988      | UEFA Intertoto Cup    | Grupo 5 | IFK Norrköping      | 0–1  | 0–0    | 0–1    |
| 2009–10   | UEFA Europa League    | 1       | Irtysh Pavlodar     | 1–0  | 1–2    | 2–2(a) |
| 2009–10   | UEFA Europa League    | 2       | Elfsborg            | 0–0  | 0–3    | 0–3    |

## Entrenadores
- István Mészáros (1942–43)
- Károly Soós (1947–48, 1948–50)
- Iuliu Bodola (1951–53)
- József Albert (1966) and (1969)
- László Sárosi (1974–79)
- Dezső Novák (01/07/1987–30/06/1988)
- László Dajka (1998–99)
- Lázár Szentes (03/01/2002–11/06/2002)
- Róbert Glázer (20/06/2002–24/04/2003)
- Lajos Détári (29/03/2003–26/08/2003)
- Péter Bozsik (2003–04)
- Tamás Artner (08/07/2005–21/06/2007)
- Aurél Csertői (21/06/2007–15/09/2009)
- Antal Róth (16/09/2009–23/07/2010)
- Aurél Csertői (23/07/2010–16/10/2010)
- Zoltán Aczél (16/10/2010–14/12/2011)
- Tamás Artner (19/12/2011–17/10/2014)
- Lázár Szentes (17/10/2014–20/04/2015)
- Attila Kuttor (21/04/2015–05/05/2015)
- Géza Mészöly (05/05/2015–30/08/2017)
- Bálint Pacsi (30/08/2017-12/11/2017)
- Michal Hipp[1] (13/11/2017–15/09/2018)
- Ferenc Horváth (27/09/2018–presente)